# Stor-Sågtjärnen
Stor-Sågtjärnen är en sjö i Mora kommun i Dalarna och ingår i Dalälvens huvudavrinningsområde.